# 上海舞潮案

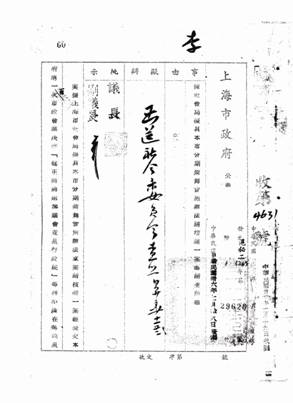
上海市政府请上海市参议会核议“上海市分期禁舞办法草案”的公函

上海舞潮案是1948年发生于中華民國上海的一起舞女集体反对政府禁舞的风潮。

## 背景

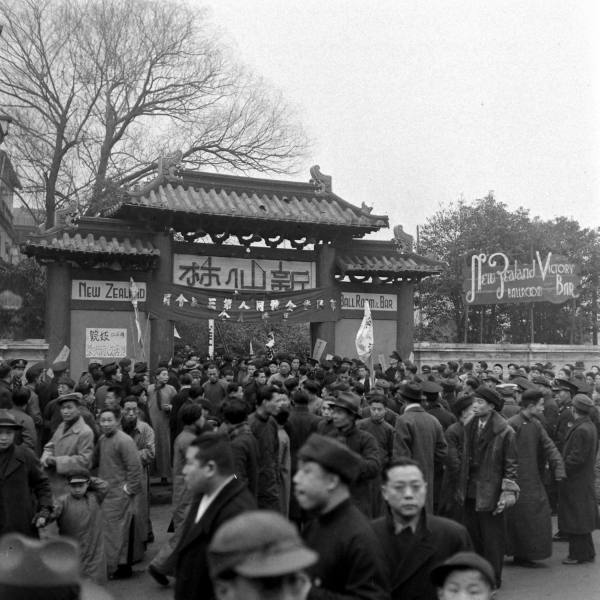
新仙林舞厅前聚集的人群

事件的起因缘自1947年南京国民政府颁布的《厉行节约消费办法纲要》，其中要求全国各地限期关闭所有舞厅。由于上海的舞厅数量位于全国之首，禁舞令将对众多舞女的生计产生了巨大影响。于是各方舞厅、舞女于9月9日在新仙林舞厅召开临时大会。此后舞厅业同业工会向吴国桢市长提议，希望政府对禁舞问题作出让步。9月21日上海市社会局局长吴开先表示首先“停止新设舞厅及舞女之登记”。舞女则越发感到恐慌，于9月23日再次召开临时大会，并向上海市参议会请愿。之后政府表示将禁舞日期适当推后，并同意先关闭小舞厅、后关闭大舞厅的作法。1948年1月24日，舞业各方大举行联谊会议，同时再次呼吁政府将禁舞日期延后到9月一次禁绝，但政府方面拒绝了此要求。

## 舞女风潮

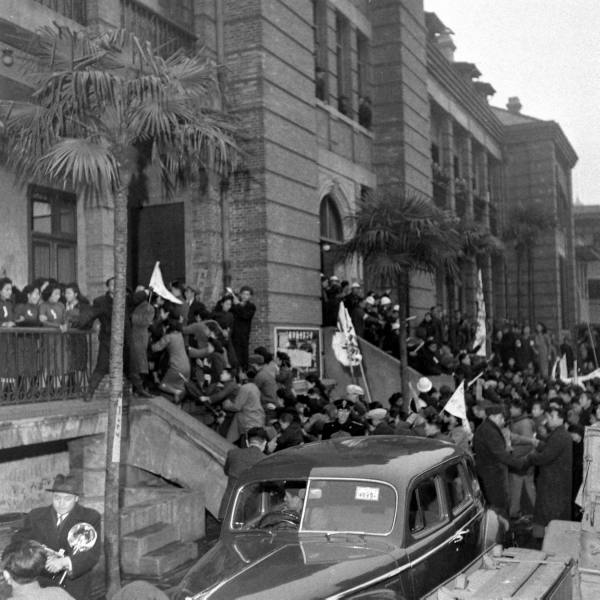
上海市社会局前示威的舞女

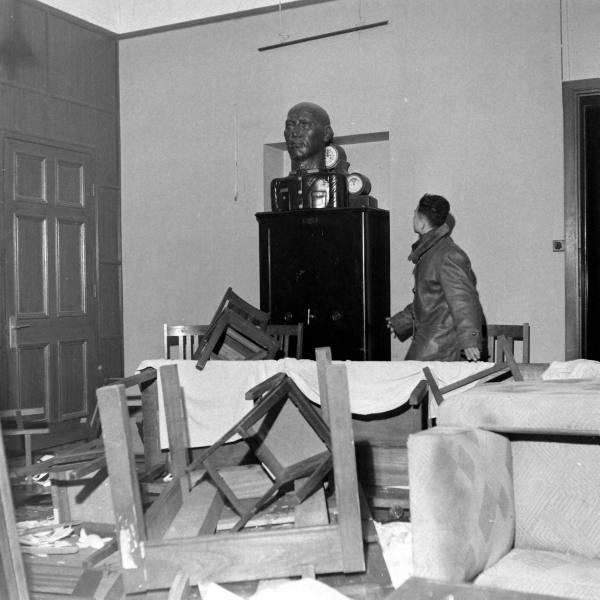
一片狼籍的社会局办公室

1948年1月31日上午，上海市社会局决定采用抽签的方式决定首批关闭的舞厅。结果有14家舞厅被选中，其中包括仙乐斯、百乐门等大舞厅。同一时间，舞业各方在新仙林召开第三次临时大会。抽签结果传到大会后，与会各方大为不满。于是舞厅舞女、职工等共2000余人纷纷前往社会局请愿。此后矛盾逐渐激化，人群冲过现场维持秩序的警察进入社会局大楼，在办公室中大肆破坏，办公大楼顿成一片狼籍。之后警察局派军警进行前来“弹压”，共400余人被捕。

## 尾声
风潮过后，上海市社会局决定查封参与舞潮的舞厅业同业公会、舞厅业职业工会、职业音乐师协会与舞女联谊会。不过政府方面因有所顾忌而没有按计划关闭此前抽中的14家舞厅，表示要等候中央政府的指示。但因当时中国国内情势动荡，禁舞令最后不了了之。